# 대니 거스리
대니 션 거스리(Danny Sean Guthrie, 1987년 4월 18일 ~ )는 잉글랜드의 전 축구 선수이다. 현역 시절 포지션은 미드필더였다.

## 수상 경력
뉴캐슬 유나이티드
- 풋볼 리그 챔피언십: 2009-10